# Theridion italiense
Theridion italiense är en spindelart som beskrevs av Jörg Wunderlich 1995. Theridion italiense ingår i släktet Theridion och familjen klotspindlar.
Artens utbredningsområde är Italien. Inga underarter finns listade i Catalogue of Life.